# Биковський Кирило Сергійович
Кири́ло Сергі́йович Бико́вський (нар. 17 травня 1992 року, м. Кіровоград, Кіровоградська область  — 20 березня 2021 року, с-ще Шуми, Бахмутський район, Донецька область) — солдат, навідник підрозділу 109-го окремого гірсько-штурмового батальйону 10-ї окремої гірсько-штурмової бригади Збройних сил України, учасник російсько-української війни.

## Із життєпису
Закінчив середню школу в Кіровограді, потім — місцеве вище професійне училище № 4. Мріяв стати військовиком і в 2011 році уклав контракт зі Збройними силами України. Після завершення контракту працював у тестя — фермера.
Учасник Антитерористичної операції на сході України та Операції об'єднаних сил на території Донецької та Луганської областей з 2018 року. Службу розпочав у військові частині А3892, що базувалась тоді на Маріупольському напрямку. 8 травня 2020 року уклав новий контракт зі Збройними силами.
Загинув 20 березня 2021 року, о 15:15, біля селища Шуми, внаслідок смертельного кульового поранення, коли ворожі снайпери обстрілювали позиції ЗСУ. Евакуйований з поля бою, але помер під час транспортування до лікувального закладу.
Похований 24 березня на Алеї Слави Рівнянського цвинтаря в Кропивницькому. Залишилися мати, двоє сестер та син.
День поховання, 24 березня, оголошено в Кропивницькому днем скорботи.

## Нагороди та вшанування
- Указом Президента України № 149/2021 від 7 квітня 2021 року «за особисту мужність і самовіддані дії, виявлені у захисті державного суверенітету та територіальної цілісності України» — нагороджений орденом «За мужність» III ступеня (посмертно)[2].